# Crave Entertainment
Crave Entertainment, Inc. (hay còn gọi là Crave Games và Crave) là một công ty video game của Mỹ do Nima Taghavi thành lập vào năm 1997. Trụ sở chính nằm ở Newport Beach, California. Về sau được Handleman Corporation mua lại vào năm 2005 trong một thỏa thuận trị giá lên đến 95.000.000 $ nhưng sau đó đã bán lại cho Fillpoint LLC vào đầu năm 2009 với giá 8.100.000 $ do Handleman phá sản và chờ đến lúc thanh toán. Trong suốt cuộc đời của mình hãng đã cho phát hành một số tựa game cho các hệ máy Dreamcast, Wii, Nintendo DS, Game Boy Advance, Nintendo 64, Nintendo GameCube, PlayStation, PlayStation 2, PlayStation 3, PSP, Xbox và Xbox 360. Hãng chỉ tập trung vào các khoản ngân sách và các tựa game nhập khẩu như Kaido Battle. Ngày 31 tháng 10 năm 2012, Crave đã đệ đơn xin phá sản.

## Game được hãng phát hành và phát triển
- AeroWings
- AeroWings 2: Airstrike
- America's Next Top Model

Logo cũ của Crave thời kỳ 2004-2011

- An American Tale: Fievel's Gold Rush (trò chơi điện tử)
- Arthur McLean's 3D Pool
- Art of Fighting Anthology (chỉ dành cho phân vùng PAL)
- Asteroids Hyper 64
- Babe and Friends
- Baby Pals
- Bad Boys: Miami Takedown
- Battle Realms
- Battle Realms: Winter of the Wolf
- Battlezone: Rise of the Black Dogs
- Beyblade: Let it Rip!
- The Bible Game
- Blaster Master: Blasting Again
- Broken Sword II: The Smoking Mirror
- Brunswick Pro Bowling
- Butt-Ugly Martians: Zoom or Doom
- Camp Lazlo: Leaky Lake Games
- Cartoon Network: Punch Time Explosion
- Cartoon Network: Punch Time Explosion XL
- Casper's Scare School: Classroom Capers
- Casper's Scare School: Spooky Sports Day
- Cosmos Chaos
- Crayola: Colorful Journey
- Crayola Treasure Adventures
- Dave Mirra BMX Challenge
- Deadliest Catch: Sea of Chaos
- Defendin' de Penguin
- Untitled Disney Channel (chỉ dành cho phân vùng PAL)
- Draconus: Cult of the Wyrm
- Dragon Dance
- Future Tactics: The Uprising
- Elf
- eJay Clubworld
- Eternal Eyes
- Eternal Ring
- Evergrace
- Earthworm Jim: Menace 2 the Galaxy
- Fighting Force
- Foster's Home for Imaginary Friends
- Flushed Away
- Future Tactics: The Uprising
- Freedom Force
- Gem Smashers
- George of the Jungle
- Get Up and Dance
- Gex 3: Deep Cover Gecko
- Galerians
- Global Operations
- Godzilla: The Series
- Godzilla: The Series - Monster Wars
- Hard Rock Casino
- Intellivision Lives!
- Jade Cocoon: Story of the Tamamayu
- Jade Cocoon 2
- Kabuki Warriors
- Kengo: Master of Bushido
- Killer Loop
- King of Clubs
- Legend of the River King 2
- Looney Tunes: Bang and Vroom!
- Mag Force Racing
- Man vs. Wild
- Mechanic Master 2
- Men in Black: The Series
- Men in Black 2: The Series
- Milo's Astro Lanes
- Mojo!
- Monster Mayhem: Build and Battle
- Mort the Chicken
- Mr. Bean's Wacky World of Wii
- MX World Tour
- Napoleon Dynamite: The Game
- NRA Gun Club
- Oregon Trail
- Penny Racers
- Pinball Hall of Fame: The Gottlieb Collection (2004)
- Pinball Hall of Fame: The Williams Collection (2007)
- Pitfall: Beyond the Jungle
- Pro Bull Riders: Out of the Chute
- Puzzle Challenge: Crosswords and More
- Purr Pals
- Razor Freestyle Scooter
- Razor Racing
- Red Dog: Superior Firepower
- Robotron 64
- Rudolph the Red-Nosed Reindeer
- Santa Claus is Comin' to Town
- Sing 4: The Hits Edition
- Ski and Shoot
- Sky Dancers
- Shadow Madness
- Snocross Championship Racing
- Snocross 2 Featuring Blair Morgan
- Soldier of Fortune
- Solitaire & Mahjong
- Spelling Challenges and More!
- Stadium Games
- Starlancer
- Strike Force Bowling
- Sudokuro
- Superbike World Championship
- Super Magnetic Neo
- Summer Athletes: The Ultimate Challenge
- Surf Rocket Racers
- TH3 Plan
- The Flintstones: Big Trouble in Bedrock
- The Holy Bible (chỉ dành cho phân vùng PAL)
- The Next Tetris: On-line Edition
- thinkSMART
- Tony Hawk's Pro Skater (chỉ dành cho phiên bản Dreamcast)
- Tokyo Xtreme Racer
- Tokyo Xtreme Racer Advance
- Tokyo Xtreme Racer Drift
- Tokyo Xtreme Racer Drift 2
- Tokyo Xtreme Racer 3
- Trigger Man
- Tringo
- Ultimate Fighting Championship
- UFC: Tapout
- UFC: Throwdown
- Vagrant Story (chỉ dành cho phân vùng PAL)
- VeggieTales: LarryBoy and the Bad Apple
- Virtual Pool 64
- Whirl Tour
- Winter Sports 2: The Next Challenge
- Winter's Tail
- Witches & Vampires: The Secret of Ashburry
- World Championship Cards
- World Championship Poker Deluxe Series
- World Championship Poker: Featuring Howard Lederer ALL-IN
- World Championship Poker 2: Featuring Howard Lederer
- X-Blades: Inline Skater

## Game bị hủy bỏ
- H20verdrive
- Jeanette Lee's Virtual Pool
- Man vs. Wild (phiên bản DS và PSP)
- Pilot Academy
- Powershot Pinball
- Pro Bull Riders: Out of the Chute (phiên bản Xbox 360)
- Savage Safari Hunt
- SnoCross 2 Featuring Blair Morgan (phiên bản Xbox)
- Supershot Golf Robot
- The Lost (chỉ dành cho phân vùng PAL)
- UFC: Tapout (phiên bản Dreamcast)
- World Championship Poker All In
- Wave Runner (phiên bản Dreamcast)